# NGC 1905
NGC 1905 је расејано звездано јато у сазвежђу Златна риба које се налази на NGC листи објеката дубоког неба.
Деклинација објекта је - 67° 16' 41" а ректасцензија 5h 18m 23,6s. Привидна величина (магнитуда) објекта NGC 1905 износи 13,2 а фотографска магнитуда 13,5. NGC 1905 је још познат и под ознакама ESO 85-SC67.